# Host (Unix)
A host egy egyszerű segédprogram a Domain Name System feloldási kérések végrehajtására. Az Internet Systems Consortium (ISC) fejlesztette ki, és ISC licenc és megengedő szabad szoftver licenc alatt adták ki.
A hasonló dig segédprogram a DNS szervereket kérdezi le direkt hibafelderítési és rendszeradminisztrációs célokkal.

## Fordítás
Ez a szócikk részben vagy egészben  a   host (Unix) című angol Wikipédia-szócikk ezen változatának fordításán alapul.  Az eredeti cikk szerkesztőit annak laptörténete sorolja fel. Ez a jelzés csupán a megfogalmazás eredetét és a szerzői jogokat jelzi, nem szolgál a cikkben szereplő információk forrásmegjelöléseként.